# Lac Pierre
Le Lac Pierre est un lac situé dans la Matawinie à Saint-Alphonse-Rodriguez . 